# Tharsis
Tharsis este un platou vulcanic foarte vast, aflat în apropiere de ecuator și în emisfera vestică a planetei Marte. Aici se regăsesc unii dintre cei mai mari vulcani din Sistemul Solar, inclusiv imenșii vulcani Arsia Mons, Pavonis Mons, și Ascraeus Mons, cunoscuți împreună ca Tharsis Montes. Olympus Mons, cel mai mare vulcan marțian și printre cele mai mari din Sistemul Solar, este frecvent asociat regiunii Tharsis, încă se află în afara marginii vestice a platoului.